# 潘迪莫尼厄姆角
潘迪莫尼厄姆角（英語：Pandemonium Point），是南極洲的海岬，位於南奧克尼群島的西格尼島南端，在1947年由英國研究隊測量，現時由南極條約體系管理。